# 田中滋
田中 滋（たなか しげる、1948年5月21日 - ）は、日本の経営学者。
公立大学法人埼玉県立大学理事長、慶應義塾大学大学院経営管理研究科教授。医療経済学、医療経営学の領域で様々な業績を発表しており、地域包括ケアシステム研究の第一人者。厚生労働省社会保障審議会委員、医療介護総合確保促進会議座長、協会けんぽ運営委員長等を歴任。

## 略歴
- 東京都出身[1]
- 1964年 慶應義塾普通部卒業。
- 1967年 慶應義塾高等学校卒業。
- 1971年 慶應義塾大学商学部卒業。
- 1977年 米国のノースウェスタン大学経営大学院修士課程修了。
- 1980年 慶應義塾大学大学院博士課程修了[2]。
- 2018年 公立大学法人埼玉県立大学理事長就任。

## 著作
- まず、日本的人事を変えよ! : 「競争」と「評価」が活力を生む / 田中滋, 浅川港著. -- ダイヤモンド社, 2001
- ヘルスサポートの方法と実践 / 田中滋, 小林篤, 松田晋哉編. -- 東京大学出版会, 2007
- 保健医療の経済学 / V.R.フュックス著 ; 江見康一, 田中滋, 二木立訳. -- 勁草書房, 1990. -- (勁草-医療・福祉シリーズ ; 37)
- 医療経済学の基礎理論と論点 / 西村周三, 田中滋, 遠藤久夫編著. -- 勁草書房, 2006. -- (講座医療経済・政策学 ; 第1巻)
- 医療制度改革の国際比較 / 田中滋, 二木立編著. -- 勁草書房, 2007. -- (講座医療経済・政策学 ; 第6巻)
- 保健・医療提供制度 / 田中滋, 二木立編著. -- 勁草書房, 2006. -- (講座医療経済・政策学 ; 第3巻)